# Guesty
Guesty es un software de gestión de propiedades. Es utilizado por los administradores de propiedades para gestionar los alquileres a corto plazo que aparecen en múltiples plataformas como Airbnb, Vrbo y Booking.com.

## Historia
Guesty fue fundada en 2013 bajo el nombre de SuperHost por los hermanos gemelos Amiad y Koby Soto. La idea surgió de alquilar sus propiedades en Airbnb y de pasar grandes cantidades de tiempo lidiando con problemas relacionados con los huéspedes. Hoy en día la empresa está dirigida por el cofundador y CEO, Amiad Soto, y el presidente y COO, Vered Raviv Schwarz.
La compañía fue rebautizada como Guesty en 2014 y se lanzó como un servicio para que los propietarios preparen sus propiedades para ser listadas en Airbnb, incluyendo la ayuda con el mantenimiento posterior, como la limpieza y la lavandería Se transformó en un software para ayudar a los administradores de propiedades a automatizar y agilizar las operaciones diarias de alquiler, como la comunicación con los huéspedes y la gestión de tareas.
La compañía es un graduado de Y Combinator y ha recaudado fondos de inversores como Viola Growth, Buran VC, Magma Venture Partners, TLV Partners y Vertex Ventures Israel. Ha recaudado un total de 110 millones de dólares hasta abril de 2021.
En 2021, Guesty anunció una ronda de financiación de serie D de 50 millones de dólares liderada por Apax Digital Fund, lo que elevó la financiación total de la empresa a unos 110 millones de dólares. Ese mismo año, la compañía también adquirió otras dos soluciones de software de gestión de propiedades, MyVR y Your Porter App.

## Resumen del producto
Guesty se describe a sí misma como una plataforma integral para administradores de propiedades y empresas de gestión inmobiliaria. Ofrece herramientas basadas en la nube que ayudan a realizar cosas como el seguimiento de las entradas de los huéspedes y los ingresos de cada propiedad. Se integra con sitios web de alquiler a corto plazo como Airbnb, Booking.com y Vrbo para gestionar todas las propiedades de un anfitrión en una sola plataforma. La empresa genera ingresos cobrando un porcentaje de la tarifa de reserva recibida de cada propiedad.